# Oprah Winfrey
Oprah Gail Winfrey (ur. 29 stycznia 1954 w Kosciusko) – amerykańska prezenterka oraz producentka telewizyjna i aktorka, miliarderka. Autorka i prowadząca talk-show The Oprah Winfrey Show, zaliczanego do najbardziej znanych i liczących się audycji telewizyjnych w USA. Właścicielka firmy medialnej Harpo Productions i marki żywieniowej O! That’s Good.
Ze względu na zasięg programu i jej wpływ na widzów czasopismo gospodarcze „Forbes” uhonorowało ją tytułem najbardziej wpływowej i prominentnej kobiety w USA. W 2005 magazyn umieścił ją na ósmym miejscu listy najbardziej wpływowych kobiet świata, a w 2006 – na trzecim miejscu listy. W 2008 znalazła się na szczycie listy największych gwiazd świata magazynu „Forbes”. Czasopismo „Time” zapisało ją na listę „100 najbardziej wpływowych ludzi XX wieku”. Czasopismo „Life” uznało ją za najbardziej wpływową czarnoskórą kobietę z jej pokolenia. W 2003 plebiscyt sieci telewizyjnych uznał ją za najbardziej rozpoznawalną osobowość medialną po Supermanie i Elvisie Presleyu.
Jako pierwsza Afroamerykanka wypracowała majątek przekraczający 1 mld dolarów.
Na wniosek dzieci Międzynarodowa Kapituła Orderu Uśmiechu przyznała jej 28 marca 2008 Order Uśmiechu. W 2013 prezydent Barack Obama odznaczył ją Medalem Wolności.

## Życiorys
Urodziła się 29 stycznia 1954 w Kosciusko w Missisipi jako córka Vernity Lee (1935-2018) i Vernona Winfreya, żyjących bez ślubu nastolatków, którzy rozstali się wkrótce po jej urodzeniu. Młodzi rodzice, członkowie protestanckiej wspólnoty baptystów nadali jej imię Orpah, zaczerpnięte z Księgi Rut ze Starego Testamentu. Na skutek przeoczonego błędu urzędnika stanu cywilnego, rejestrującego urodzenia, nastoletni rodzice stwierdzili, że ich córka ma na imię Oprah. Nikt później tego błędu już nie poprawiał.

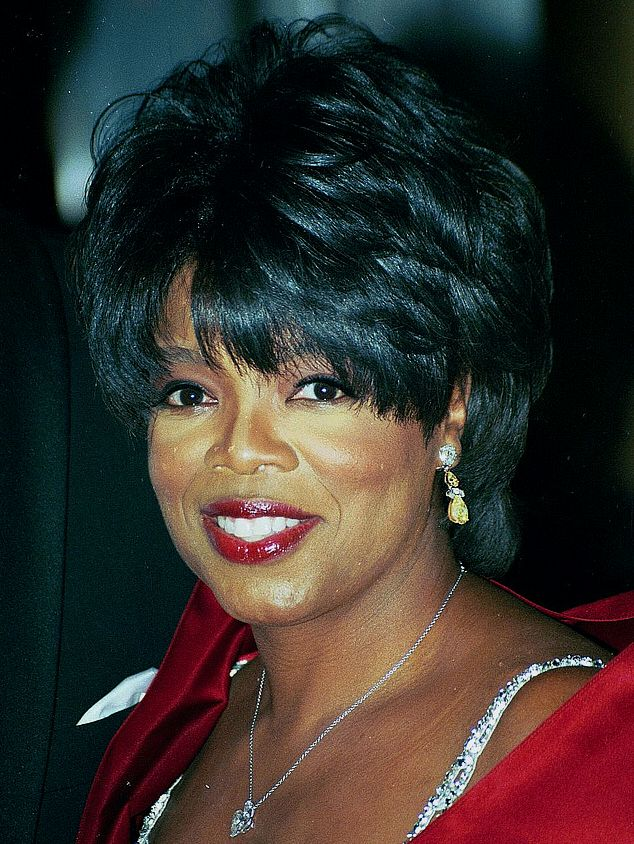
Oprah Winfrey (1997)

W pierwszych latach życia mieszkała z babką Hattie May. W wieku trzech lat nauczyła się czytać, a ponieważ recytowała wersy z Biblii, nazywano ją małym kaznodzieją. W wieku sześciu lat zamieszkała z samą matką w Milwaukee (stan Wisconsin), która nie miała czasu na opiekę nad dziećmi z powodu dużej ilości czasu spędzanego w pracy (była pokojówką). W wieku 14 lat urodziła syna, który zmarł niedługo po porodzie.
Gdy miała 15 lat, matka odesłała ją do ojca mieszkającego w Nashville (stan Tennessee). Ojciec zapewnił jej dobre wykształcenie, zmuszając do przyłożenia się do nauki. W następnych latach poprawiła oceny, zaczęła wygrywać konkursy i uzyskiwać stypendia. Studia ukończyła na Uniwersytecie Stanowym Tennessee, słynnej uczelni dla afroamerykańskich obywateli USA (powstałej w okresie segregacji rasowej). Jednym z jej pierwszych, publicznych sukcesów było zajęcie 1. miejsca w Wyborach Czarnej Miss Piękności Tennessee w 1972 roku.
W wieku 17 lat wygrała konkurs Miss Fire Prevention i później jako miss odwiedziła stację radiową, w której przeczytała wiadomości. Jej głos na tyle spodobał się szefostwu, że otrzymała propozycję pracy, którą przyjęła.
Po 50. latach życia Winfrey dowiedziała się, że ma przyrodnią siostrę, którą ich matka oddała do adopcji, tuż po urodzeniu.

## Przebieg kariery
Pierwszą pracę podjęła jako najmłodsza prezenterka programu informacyjnego lokalnej telewizji „WTVF-TV” w Nashville (znanej również jako „News Channel 5", będącej oddziałem sieci CBS). Była jednocześnie pierwszą czarnoskórą prezenterką dopuszczoną przed kamery w tym mieście. W 1976 przeniosła się do Baltimore (stan Maryland w USA), gdzie rozpoczęła pracę prezenterki głównego, wieczornego programu informacyjnego w lokalnej stacji telewizyjnej „WJZ-TV” (również oddziale sieci CBS). Do przekazywanych informacji podchodziła bardzo emocjonalnie. Podczas jednej z relacji rozpłakała się na wizji, co doprowadziło do usunięcia jej z zespołu. Została przesunięta do programów telewizji śniadaniowej.

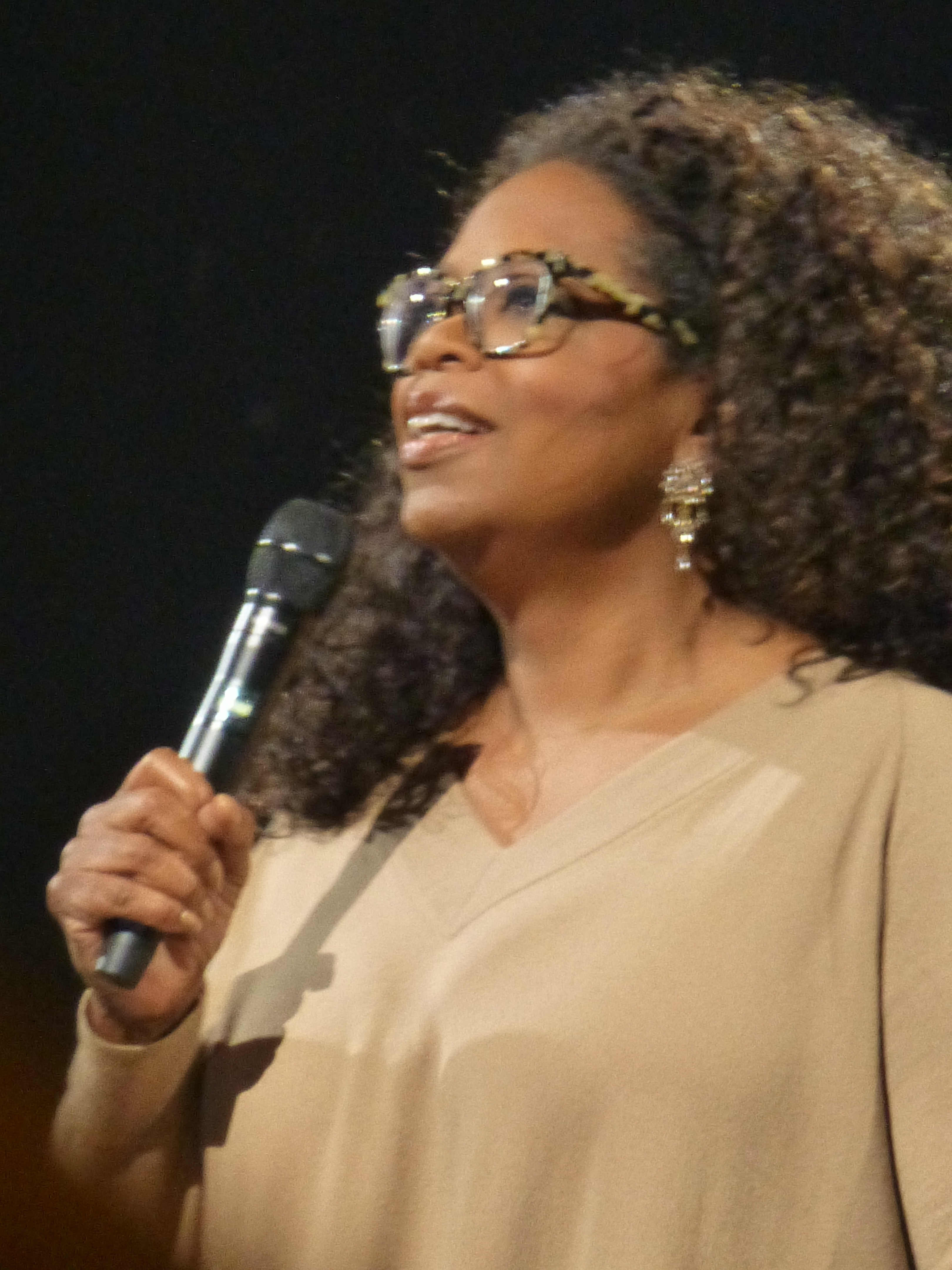
Oprah Winfrey (2014)

14 sierpnia 1978 rozpoczęła prowadzenie audycji talk-show pt. People Are Talking (Ludzie rozmawiają). Współpracę zaproponował jej prezenter Richard Sheer, z którym 14 sierpnia 1978 poprowadziła premierowy odcinek, który okazał się sukcesem. Program emitowany był przez kolejne lata, a Winfrey otrzymała prowadzenie drugiego, własnego programu Dialing for Dollars.
W 1983 przeniosła się do Chicago (stan Illinois) i podjęła pracę w stacji telewizyjnej „WLS-TV” (znanej również jako „ABC7 Chicago”, oddziale sieci ABC). Od 2 stycznia 1984 prowadziła poranny talk-show AM Chicago. Audycja uzyskała dużą oglądalność i 8 września 1986 została przemianowana w The Oprah Winfrey Show. W krótkim czasie audycja była już oglądana w całym USA. Ze względu na rozpoznawalność audycji, przemianowano ją na Oprah. Jest to audycja opierająca się na typowej konwencji talk-show. Autorka programu zaprasza zwykłych ludzi: cierpiących, nieszczęśliwych czy biednych, którzy następnie opisują swój los, wzbudzając współczucie i sympatię widzów. Prezentuje jednak również gości popularnych i znanych.
W 1985 zagrała w filmie Stevena Spielberga, pt. Kolor purpury.
W latach 90. XX wieku rozpoczęła emisję audycji telewizyjnej pt. Oprah’s Book Club, w której autorzy prezentowali swoje nowo wydawane książki. Wśród jej gości był m.in. prezydent USA, Bill Clinton. Zaprezentowanie książki w programie Oprah i jej opinia o książce miały wpływ na poziom sprzedaży publikacji.
W 2005, z okazji jubileuszowego programu Oprah, wszystkim 276 widzom uczestniczącym w nagraniu audycji podarowała samochody Pontiac G6 sedan, a tekst You get a car, you get a car, everybody gets a car (pol. Ty dostajesz auto, Ty dostajesz auto, każdy dostaje auto) stał się kultowy.

## Wpływ na opinię publiczną USA i poparcie dla Baracka Obamy

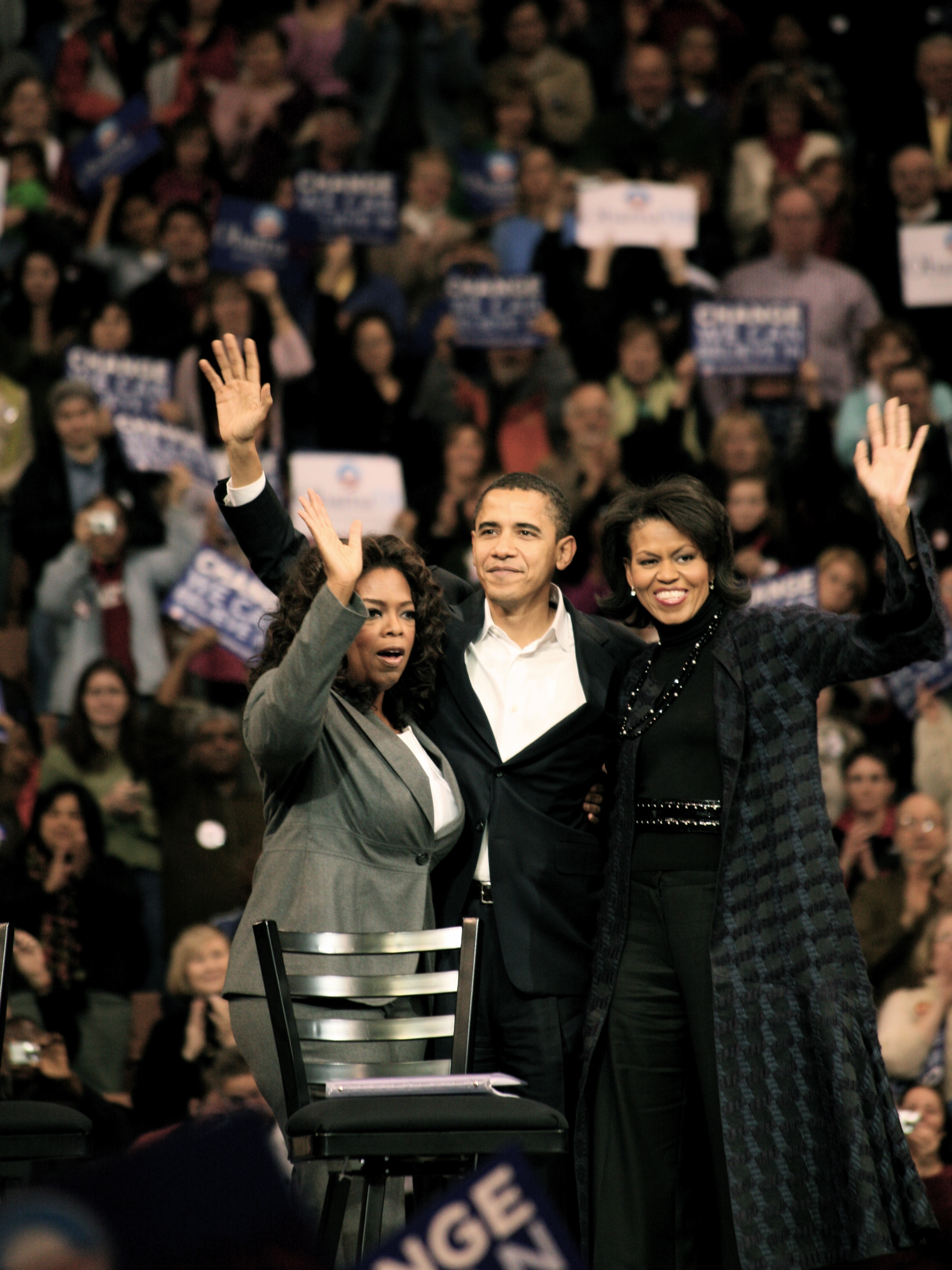
Winfrey na wiecu wyborczym Baracka Obamy (2007)

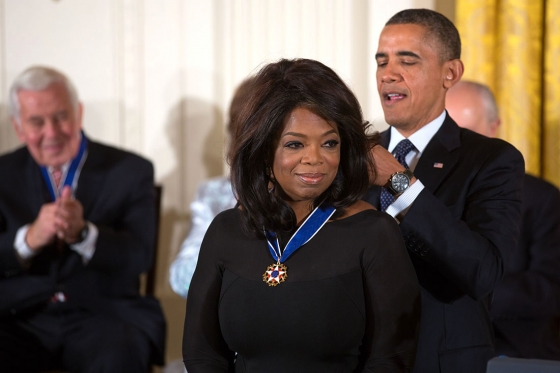
Oprah Winfrey otrzymująca Prezydencki Medal Wolności z rąk prezydenta Stanów Zjednoczonych Baracka Obamy (2013)

Winfrey i jej media zdobyły pozycję instytucji opiniotwórczej. Poruszała m.in. kwestie maltretowania i wykorzystywania seksualnego dzieci. Jako jedna z pierwszych nagłośniła ukrywanie przestępstw seksualnych księży katolickich w USA, napiętnowała nieskuteczne działania rządu w zwalczaniu narkomanii i jej rozpowszechnienie wśród dorosłych.
W 1996 podczas światowej paniki związanej z tzw. „chorobą wściekłych krów” (BSE), po jej wypowiedzi, że „od tej chwili już nie dotknie się hamburgera”, na skutek zbiegu okoliczności zaczęła spadać sprzedaż mięsa wołowego i ceny tego artykułu dramatycznie spadły. Hodowcy bydła z Teksasu zaskarżyli w związku z tym Oprah do sądu o spowodowanie strat w hodowli. Uznali oni, że widzowie poszli jej śladem i masowo zaprzestali konsumpcji mięsa wołowego, znajdującego się w hamburgerach. Sąd oczyścił gwiazdę telewizji od zarzutu doprowadzenia do strat w przemyśle spożywczym USA, ale pozostała opinia o niej, jako o kobiecie, której słów słucha cała Ameryka.
W 1997 Ellen DeGeneres wyznała w jej talk-show, że jest lesbijką. Był to jeden z pierwszych i najsłynniejszych coming outów osoby publicznej.
Podczas audycji telewizyjnej Larry King Live Larry’ego Kinga z 25 września 2006 powiedziała, że na fotelu prezydenta USA widziałaby Baracka Obamę. Nazwisko senatora z Illinois pojawiło się następnego dnia na pierwszych stronach gazet jako popieranego przez nią kandydata na prezydenta. Stało się tak, zanim Obama sam oficjalnie ogłosił wolę kandydowania. Wtedy nikt nie spodziewał się, że Obama wystąpi jako kandydat prezydencki. Nie brano też pod uwagę jego nominacji jako rywala już wtedy kandydującej Hillary Clinton. Obama ogłosił oficjalny start w wyborach na prezydenta USA dopiero 4 miesiące po słowach Winfrey. Przez cały okres kampanii prezydenckiej Winfrey była obecna na wiecach wyborczych Obamy, organizowała zbiórki funduszy na ten cel (sama ofiarowała wiele milionów dolarów). Po tak prowadzonej kampanii, 20 stycznia 2009, Obama został zaprzysiężony na 44. Prezydenta Stanów Zjednoczonych.

## Udział w filmach

### Filmy kinowe
- 2018: Pułapka czasu jako Pani Which
- 2017: Nieśmiertelne życie Henrietty Lacks jako Deborah Lacks
- 2014: Selma jako Annie Lee Cooper
- 2013: Kamerdyner jako Gloria Gaines
- 2009: Księżniczka i żaba jako Eudora
- 2007: Film o pszczołach
- 2006: Pajęczyna Charlotty
- 2005: Emmanuel’s Gift
- 2004: Brothers of the Borderland
- 1998: Pokochać jako Sethe
- 1987: Wyrzuć mamę z pociągu
- 1986: Native Son jako Pani Thomas
- 1985: Kolor purpury jako Sofia

### Filmy i seriale telewizyjne
- 2005: Gotowe na wszystko (odcinek „Oprah Is The New Neighbour”) jako Karen Stouffer
- 1997: Ellen jako terapeutka Ellen
- 1997: Zanim kobietom wyrosły skrzydła (Before Women Had Wings) jako Zora Williams
- 1993: There Are No Children Here jako LaJoe Rivers
- 1992: Lincoln
- 1992: Bajer z Bel-Air – sezon 3 odcinek 9 (Noc u Oprah – A Night at the Oprah)
- 1990: Brewster Place jako Mattie Michael
- 1989: The Women of Brewster Place jako Mattie Michael

## Inne działania
- Winfrey założyła fundację The Angel Network (Anielska Sieć), zbierającą pieniądze na cele charytatywne. Fundacja wspiera m.in. przedstawione w audycjach Oprah osoby w trudnej sytuacji.
- od kwietnia 2000 wydaje własne czasopismo O, The Oprah Magazin.
- jest właścicielką stacji telewizyjnej Oprah Winfrey Network i współwłaścicielką stacji telewizyjnej Oxygen.
- jest prezesem Harpo Productions.
- Oprah Winfrey jest wielką fanką serialu Gotowe na wszystko, specjalnie dla niej zrealizowano 9-minutowy odcinek, w którym wprowadziła się do Wisteria Lane i poznała sekrety mieszkających tu gospodyń. Odcinek ten nazywa się „Oprah is the New Neighbour”. Jako osoba prezenterki telewizyjnej została wmontowana w wycinki innych epizodów pierwszego sezonu: Gabrielle (z Johnem; odc. 3), Bree (Z George’em; odc. 12), Susan (odc. 02), Lynette (początek odc. 13) i Edie (odc. 4) oraz Paulem (odc. 9).
- w 2005 wyprodukowała film Ich oczy oglądały Boga
- Od 2017 roku produkuje żywność, pod marką O! That's Good.

## Majątek Oprah Winfrey

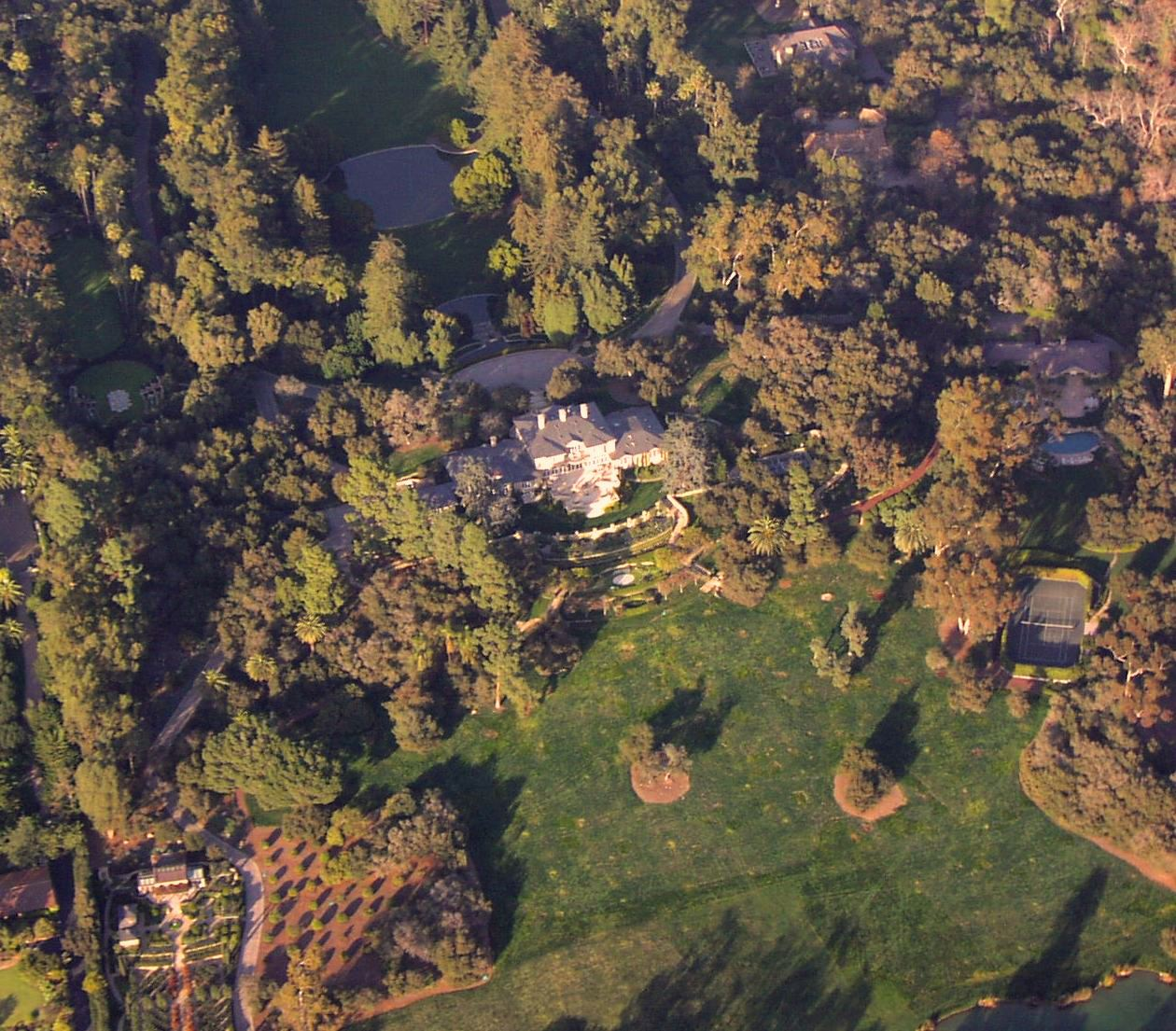
Posiadłość Oprah Winfrey w Montecito

- Mieszka w Chicago, posiada domy w Montecito (stan Kalifornia) i w Maui na Hawajach.
- Magazyn Forbes ocenił wartość jej majątku na 2,7 miliarda dolarów USA (2008 r.). Jest ona pierwszą ciemnnoskórą miliarderką na świecie, oraz najwięcej zarabiającą prezenterką w Stanach Zjednoczonych.